# Juan Francisco Seguí (hijo)
Juan Francisco Seguí (Santa Fe, 1822 - Buenos Aires, 1863) fue un abogado, político, periodista e historiador argentino, miembro del Congreso que sancionó la Constitución Argentina de 1853, ministro de Relaciones Exteriores y diputado nacional en su país.
Era hijo de Bonifacia Lassaga y del doctor Juan Francisco Seguí, ministro del caudillo santafesino federalista Estanislao López. Cursó estudios en la ciudad de Buenos Aires y estudió derecho en la actual Universidad Nacional de Córdoba. Sin haber terminado sus estudios, ingresó al seminario de Buenos Aires y se dedicó a la enseñanza en un colegio privado de Buenos Aires. En 1846 abandonó su carrera eclesiástica y docente, y terminó sus estudios de derecho, obteniendo el grado de doctor en jurisprudencia.
Se inició como poeta romántico, en el círculo de Manuelita Rosas, hija del gobernador federalista Juan Manuel de Rosas: entre sus poesías estaba una dedicada al pie de doña Manuelita, un soneto llamado Al ilustre Rosas y una elegía a la victoria del general Justo José de Urquiza en la sangrienta batalla de Vences.
Un conflicto amoroso lo llevó a radicarse en la provincia de Entre Ríos a principios de 1851 y se estableció como secretario del gobernador Urquiza. Fue el autor de la proclama que anunciaba el Pronunciamiento de Urquiza del 1 de mayo de ese año, con el que el caudillo unitario iniciaba la rebelión contra Rosas. Fue auditor de guerra del ejército argentino-brasileño con que Urquiza derrotó a Rosas en la batalla de Caseros, del 3 de febrero de 1852. Al día siguiente de la batalla logró que un oficial entrerriano le trajera prisionero al coronel rosista Martín de Santa Coloma —de quien se decía que había tenido relaciones con su novia— y lo hizo pasar a degüello.
Por iniciativa de Urquiza, a quien acompañó durante todas las tramitaciones del Acuerdo de San Nicolás, fue elegido diputado al Congreso Constituyente de Santa Fe. Allí no tuvo una actuación descollante. Entre sus intervenciones más destacadas estuvo la oposición de la obligación del presidente de ser católico. Los demás diputados no le tenían mucho aprecio, y el diputado Benjamín Lavaisse decía que el único que tenía un alto aprecio por Seguí era el mismo Seguí. Estando en Santa Fe se casó por poder con Cornelia Villar, una entrerriana a quien había conocido en Buenos Aires unos meses antes, pero no se unió a ella en Gualeguaychú hasta después de la sanción de la Constitución argentina de 1853.
Fue diputado nacional por unos meses, y más tarde ministro de Gobierno del gobernador santafesino José María Cullen. Pero apoyó en su contra a la revolución de Juan Pablo López, en el año 1854, y fue ministro de este. De hecho, fue el verdadero director de su gobierno, que fue notablemente progresista; fue miembro de la Convención autora de la Constitución de la provincia de Santa Fe.
En 1858 regresó a Paraná (Entre Ríos) y se hizo cargo de la dirección del diario El Nacional Argentino —fundado seis años antes por Juan María Gutiérrez— que hacía las veces de órgano oficial del gobierno en sus disputas contra el Estado de Buenos Aires. Más exactamente, fue el órgano del presidente Urquiza y del vicepresidente Salvador María del Carril. Por corto tiempo fue ministro de Relaciones Exteriores, para pasar más tarde a ser miembro de la Cámara de Justicia de Paraná y diputado a la Convención Reformadora de la Constitución Nacional en 1860.
Apoyó firmemente las aspiraciones de Del Carril a la presidencia, pero este fue derrotado por Santiago Derqui. Cuando Derqui asumió la presidencia, Seguí se transformó en un activo opositor. Se puso del lado de los seguidores de Urquiza que lo malquistaron con el presidente, y tuvo participación en las disensiones que terminaron con la retirada de Urquiza del campo de batalla de Pavón. Después de la batalla, Seguí le echó toda la culpa a Derqui, quien respondió indignado clausurando el diario.
Caído Derqui, se transformó en un ferviente partidario de Bartolomé Mitre; este le encargó la reunión y entrega al gobierno de Buenos Aires de todos los documentos públicos producidos por el gobierno de la Confederación en Paraná. Se trasladó a Buenos Aires, donde se dedicó al periodismo hasta el día de su muerte, el 29 de diciembre de 1863, a los 41 años de edad.
Dejó escritas una Memoria para servir a la historia de la revolución del 1º de mayo de 1851 y consecuencias de esa revolución, de útil lectura, pero absolutamente parcial a favor de Urquiza.
Calles en las ciudades de Avellaneda (Buenos Aires), Gualeguaychú, Cañada de Gómez, Rosario, Santa Fe y en el barrio de Palermo, en Buenos Aires, recuerdan a este constituyente.